# Laßnitzthal
Laßnitzthal là một đô thị thuộc huyện Weiz thuộc bang Steiermark, nước Áo. Đô thị Laßnitzthal có diện tích 7,59 km², dân số thời điểm cuối năm 2005 là 1085 người.